# Жигалівське ТВ
Жигалівське ТВ — табірне відділення, що діяло в структурі управлінь промислового будівництва і виправно-трудових таборів СРСР.
Організоване 26.09.47 ;
закрите 29.04.53.

## Підпорядкування і дислокація
- СГУ, у складі УВТТК УМВС по Іркутській обл. з 26.09.47;
- трест «Золототранс» СГУ, у складі УВТТК УМВС по Іркутській обл. на 01.04.52 ;
- ГУЛАГ МЮ з 02.04.53.

Дислокація: Іркутська область, Жигалівський р-н, с. Голодний Мис ;

Іркутська обл., Жигалівський р-н, с. Судоверф

## Виконувані роботи
- будівництво несамохідного річкового флоту,
- лісові заготівлі

## Чисельність з/к
01.04.52 — 550